# Масленников, Игорь Фёдорович
И́горь Фёдорович Ма́сленников (26 октября 1931, Нижний Новгород, СССР — 17 сентября 2022, Санкт-Петербург, Россия) — советский и российский кинорежиссёр, сценарист, кинопродюсер, педагог; народный артист РСФСР (1987), лауреат Государственной премии Российской Федерации (2001).

## Биография

#### Ранние годы
Родился 26 октября 1931 года и крещён в Сормовском районе Нижнего Новгорода, откуда была родом его мама Екатерина Васильевна (урожд. Ильина) (1905—1983). Бабушка по материнской линии Надежда Осиповна Торопенко была дочерью донского казака и мелкопоместной дворянки из Ростова-на-Дону, дед Василий Павлович Ильин служил мастером паровозного цеха на заводе «Красное Сормово». Там же работал и отец Игоря — Фёдор Павлович Масленников (1899—1988), инженер по капитальному строительству. Его предками были крестьяне из деревни Верхополье, дед Павел Николаевич Федотов-Масленников был кузнецом.
Вскоре семья переехала в город Колпино под Ленинградом. Отец работал на Ижорском заводе заместителем начальника Петра Меркурьева — брата актёра Василия Меркурьева, с которым его впоследствии связала тесная дружба. В 1939 году Игорь заболел воспалением среднего уха и перенёс операцию по трепанации черепа. Во время блокады отца с семьёй направили в Челябинск, где тот возглавил конструкторское бюро по производству танков Т-34. После войны он работал на Кировском заводе. Около двух лет Масленниковы, лишённые квартиры, вынужденно проживали в доме Меркурьевых.
Игорь с детских лет вращался в актёрской среде, ходил на спектакли в Александринском театре, посещал рисовальные классы и литературную студию при Дворце пионеров (классы Глеба Семёнова). О кинокарьере не помышлял.

#### Карьера
В 1954 году окончил филологический факультет Ленинградского государственного университета. Во время учёбы женился на Инне Мартиновне Лепик, эстонке, племяннице учёного Александра Залесского. На четвёртом курсе у них родился сын Никита. Тогда же, Масленников устроился в вузовскую газету «Ленинградский университет» на работу в должности ответственного секретаря. Затем был направлен на Ленинградское телевидение для организации молодёжной редакции, где стал инициатором съёмок ручной камерой на 16-миллиметровую киноплёнку. Был оператором тележурнала «Молодой ленинградец» на VI Всемирном фестивале молодёжи и студентов, также сопровождал молодёжные делегации Ленинграда в заграничных поездках. Параллельно оформлял театральные и телевизионные спектакли в качестве сценографа. Первой работой были декорации к телепередаче про обезьянку Жаконю. В 1958 году вступил в КПСС.
В 1963—1965 годах — главный редактор литературно-драматического вещания Ленинградского телевидения. В 1964 году, вскоре после снятия Никиты Хрущёва с должности первого секретаря ЦК КПСС, полнометражный телефильм Льва Цуцульковского «Я — шофёр такси» (1963) с Ефимом Копеляном в главной роли, признали «идеологической диверсией». По словам Масленникова, скандал был раздут с целью поменять директора студии и председателя телерадиокомитета. Сам Игорь Фёдорович, когда был редактором ленты, получил партийный выговор и решил сменить профессию.
В 1967 году окончил Высшие режиссёрские курсы при киностудии «Ленфильм» (мастерская Григория Козинцева). После завершения курсов, с того же года стал режиссёром на этой же киностудии. Режиссёрским дебютом в кино (в соавторстве с Ильёй Авербахом) стал фильм «Личная жизнь Кузяева Валентина» (1967). Впоследствии пробовал себя в различных жанрах. Огромную же известность Масленникову принесли фильм «Ярославна, королева Франции» (1978), цикл телевизионных фильмов «Приключения Шерлока Холмса и доктора Ватсона» (1979; 1980; 1981; 1983; 1986) и трилогия «Зимняя вишня» (1985; 1990; 1995).
В 1984—1987 годах — художественный руководитель творческого объединения телевизионных фильмов «Ленфильма», с 1987 года — художественный руководитель Третьего творческого объединения «Ленфильма». В 1990—2010 годах — вёл свою мастерскую на «Высших режиссёрских курсах» в Санкт-Петербургском государственном институте кино и телевидения, а также читал лекции в Высшей школе режиссёров и сценаристов в Санкт-Петербурге, в 2000—2010 годах — преподавал во ВГИКе. Более тридцати лет был президентом петербургской студии «Троицкий мост».
В 1990—1994 годах — председатель Союза кинематографистов РСФСР/Российской Федерации, с июня 1999 по январь 2004 года — первый секретарь Союза кинематографистов Российской Федерации. Являлся членом Национальной академии кинематографических искусств и наук России, входил в состав президиума Евразийской академии телевидения и радио.
Автор книг «Бейкер-стрит на Петроградской» (2007), «Из личной кинопрактики» (2010), «Побасёнки на экране» (2014), «Шерлок Холмс и доктор Ватсон. Пять режиссёрских сценариев» (2014), «Практика кино. Плёнка или цифра» (2016), «Перспективы» (2017), «Корень „Suomi“» (2019); учебного пособия «Короткий метр. Сборник сценариев для учебных и курсовых игровых фильмов» (2012); альбома стихов и шаржей «Осколки» (2015).
Последней знаковой работой кинорежиссёра стал фильм «Банкрот» (2009).
Всего за долгие годы творческой деятельности кинорежиссёр снял около тридцати фильмов и телесериалов.

#### Смерть
Скончался 17 сентября 2022 года на 91-м году жизни в Санкт-Петербурге. Церемония прощания состоялась 21 сентября в первом павильоне киностудии «Ленфильм». Похоронен на Северном кладбище Санкт-Петербурга рядом с могилой матери.

## Фильмография
| 1959 | Приключения Жакони (фильм-спектакль)                                   |           | зелёная ✓ | зелёная ✓ |                             |           |                   |
| 1961 | Журавлиные перья (фильм-спектакль)                                     |           |           | зелёная ✓ |                             |           |                   |
| 1961 | Крестьянка из Хетафе (фильм-спектакль)                                 |           | зелёная ✓ | зелёная ✓ |                             |           |                   |
| 1961 | Человек из Стратфорда (фильм-спектакль)                                |           | зелёная ✓ | зелёная ✓ |                             |           |                   |
| 1962 | Женихи и ножи (фильм-спектакль)                                        |           |           | зелёная ✓ |                             |           |                   |
| 1962 | Гром на улице Платанов (фильм-спектакль)                               |           |           | зелёная ✓ |                             |           |                   |
| 1962 | Шпильки (фильм-спектакль)                                              |           | зелёная ✓ | зелёная ✓ |                             |           |                   |
| 1963 | Мститель (фильм-спектакль)                                             |           |           | зелёная ✓ |                             |           |                   |
| 1963 | Рембрандт (фильм-спектакль)                                            |           |           | зелёная ✓ |                             |           |                   |
| 1964 | Два брата (фильм-спектакль)                                            |           |           | зелёная ✓ |                             |           |                   |
| 1967 | Личная жизнь Кузяева Валентина                                         | зелёная ✓ |           |           |                             |           |                   |
| 1969 | Завтра, третьего апреля…                                               | зелёная ✓ |           |           |                             |           |                   |
| 1970 | Лето в Бережках                                                        | зелёная ✓ |           |           |                             |           |                   |
| 1972 | Гонщики                                                                | зелёная ✓ | зелёная ✓ |           |                             |           |                   |
| 1974 | Под каменным небом                                                     | зелёная ✓ | зелёная ✓ |           |                             |           |                   |
| 1976 | Сентиментальный роман                                                  | зелёная ✓ | зелёная ✓ |           |                             |           |                   |
| 1978 | Ярославна, королева Франции                                            | зелёная ✓ |           |           |                             |           |                   |
| 1979 | Шерлок Холмс и доктор Ватсон                                           | зелёная ✓ |           |           |                             |           |                   |
| 1980 | Приключения Шерлока Холмса и доктора Ватсона                           | зелёная ✓ |           |           |                             |           |                   |
| 1981 | Приключения Шерлока Холмса и доктора Ватсона: Собака Баскервилей       | зелёная ✓ | зелёная ✓ |           |                             |           |                   |
| 1982 | Пиковая дама                                                           | зелёная ✓ |           |           |                             |           |                   |
| 1983 | Приключения Шерлока Холмса и доктора Ватсона: Сокровища Агры           | зелёная ✓ | зелёная ✓ |           |                             |           |                   |
| 1985 | Зимняя вишня                                                           | зелёная ✓ |           |           |                             |           |                   |
| 1986 | Приключения Шерлока Холмса и доктора Ватсона: Двадцатый век начинается | зелёная ✓ | зелёная ✓ |           |                             | зелёная ✓ | киномеханик       |
| 1988 | Продление рода                                                         | зелёная ✓ |           |           |                             |           |                   |
| 1989 | Филипп Траум                                                           | зелёная ✓ |           |           |                             |           |                   |
| 1990 | Зимняя вишня 2                                                         | зелёная ✓ |           |           |                             |           |                   |
| 1992 | Тьма                                                                   | зелёная ✓ |           |           |                             |           |                   |
| 1995 | Зимняя вишня 3                                                         | зелёная ✓ |           |           |                             |           |                   |
| 1996 | Театр Чехонте. Картинки из недавнего прошлого (фильм-спектакль)        | зелёная ✓ |           |           |                             |           |                   |
| 1999 | Что сказал покойник (телесериал)                                       | зелёная ✓ |           |           |                             | зелёная ✓ | пассажир самолёта |
| 2000 | Воспоминания о Шерлоке Холмсе (телесериал)                             | зелёная ✓ | зелёная ✓ |           |                             |           |                   |
| 2002 | Письма к Эльзе                                                         | зелёная ✓ |           |           | продюсер                    |           |                   |
| 2003 | Тимур и его коммандос                                                  | зелёная ✓ |           |           |                             |           |                   |
| 2006 | Русские деньги                                                         | зелёная ✓ | зелёная ✓ |           |                             |           |                   |
| 2007 | Ночные посетители                                                      | зелёная ✓ |           |           |                             |           |                   |
| 2008 | Взятки гладки                                                          | зелёная ✓ |           |           |                             |           |                   |
| 2009 | Банкрот                                                                | зелёная ✓ |           |           |                             |           |                   |
| 2017 | Зимняя вишня 4 (фильм не был завершён)                                 |           | зелёная ✓ |           | художественный руководитель |           |                   |

## Награды
- Заслуженный деятель искусств РСФСР (1979)[2]
- Народный артист РСФСР (1987)[2]
- Государственная премия Российской Федерации (10 июня 2002) — за телевизионные многосерийные художественные фильмы «Зимняя вишня» (1985; 1990; 1995), «Что сказал покойник» (1999), «Воспоминания о Шерлоке Холмсе» (2000)[20]
- орден Почёта (20 мая 2004) — за многолетнюю плодотворную деятельность в области культуры и искусства[21]
- награда кинофестиваля «Виват кино России!» — за верность зрительскому кино (Санкт-Петербург, 2011)[2]
- орден «За заслуги перед Отечеством» IV степени (10 сентября 2012) — за большие заслуги в развитии отечественной культуры и искусства, многолетнюю плодотворную деятельность[22]